# Proglas
Proglas (v hlaholici ⰒⰓⰑⰃⰎⰀⰔⰟ, v cyrilici Прогласъ; doslova Předmluva) je veršovaný předzpěv vzniklý v 9. století k překladu evangelií do staroslověnštiny, jehož autorem je pravděpodobně sám Konstantin Filozof (svatý Cyril). Jde pravděpodobně o první literární památku sepsanou ve staroslověnštině. Jeho délka je 111 veršů (111. verš je nazýván Amen). Je napsán dvanáctislabičným veršem. V předmluvě je chválen slovanský překlad a současně je zde zdůrazňováno právo člověka na bohoslužby v mateřském jazyce. Obsahuje také citace a parafráze z evangelií a epištol.